# Шорон, Александр Этьен
Александр Этьен Шорон (фр. Alexandre-Étienne Choron; 21 октября 1771, Кан (Нормандия) — 29 июня 1834, Париж) — французский учёный, теоретик музыки, музыковед, театральный деятель, музыкальный педагог, переводчик. Основатель и руководитель Королевского института религиозной и  классической музыки. Руководитель Парижской национальной оперы (1816—1817).
В качестве вокального педагога подготовил многих знаменитых вокалистов: Жильбера Дюпре, Франсуа Вартеля, Розину Штольц и др.

## Биография
Изучал языки в Collège de Juilly, затем — заинтересовавшись музыкальной теорией Ж.-Ф. Рамо, связанной с акустическими феноменами, — математику, и наконец, против воли отца, теорию музыки. В возрасте 25-ти лет Шорон всецело посвятил себя музыке; изучив итальянских и немецких теоретиков, он стал по словам Фети «наиболее образованным теоретиком, который когда-либо был во Франции».
Освоив немецкий язык, изучал музыкальные трактаты на этом языке, затем взялся за реформирование всех областей музыкальной деятельности. Множество изданий старинных композиций и теоретических трактатов и значительное количество самостоятельных работ характеризуют неутомимое трудолюбие этого человека. Со дня основания Парижской политехнической школы работал там профессором математики.
В 1811 году Шорон стал членом-корреспондентом французской Академии изящных искусств и  Института Франции. Министерство поручило ему преобразование устройства и управления (maîtrise) церковных хоров. Кроме того, он был назначаем музыкальным дирижёром церковных и других празднеств. Хотя ему и не хватало настоящего дирижерского опыта, но все же он сумел хорошо поставить себя и в этой области.
Назначен 18 января 1816 года директором Большой парижской оперы и добился открытия вновь, закрытой в 1815 году, королевской консерватории в Париже («Ecole royale de chant et de déclamation»).
В 1817 году Шорон, уволенный без пенсии за свою склонность к радикальным нововведениям, основал Институт классической церковной музыки и религии («Institution royale de musique classique et religie»), и стал во главе этого учреждения, которое достигло большего процветания и существовало до июльской революции 1830 года. Закрытие института ускорило смерть Шорона. Сменил его на посту директора Института церковной музыки Луи Нидермейер.
Из большого числа его сочинений следует отметить:
- «Dictionnaire historique» (совместно с Франсуа Жозефом Мари Файолем, 1810—1811, 2 т.);
- «Principes d’accompagnement des écoles d’Italie» (1804);
- «Principes de composition des écoles d’Italie» (1808, 3 т.; 2-е изд. 1816, 6 т.);
- «Méthode élémentaire de musique et de plain-chant» (1811);
- «Traité général des voix et des instruments d’orchestre» (1813);

Перевёл на французский язык:
- «Gründliche Anweisung zur Komposition» и «Generalbassschule» Альбрехтсбергера (1814, 1815; новое объединённое изд. 1830) и «Musico pratico» Азонарди (1816); «Méthode concertante de musique à plusieurs parties» (1817, этот метод лёг в основу института Шорона); «Méthode de plainchant» (1818); «Liber choralis tribus vocibus ad usum collegii Sancti Ludovici» (1824)

В начале 1830-х годов Шорон работал над проектом многотомной французской музыкальной энциклопедии «Manuel complet de musique vocale et instrumentale, ou Encyclopédie musicale». Эту работу продолжил его преданный ученик Адриен де Лафаж (11 томов, 1836-38).